# 67 Ophiuchi
67 Ophiuchi, som är stjärnans Flamsteed-beteckning, är en multipelstjärna i den norra delen av stjärnbilden Ormbäraren. Den har en kombinerad skenbar magnitud på ca 3,93 och är synlig för blotta ögat där ljusföroreningar ej förekommer. Baserat på parallaxmätning inom Hipparcosuppdraget på ca 2,7 mas, beräknas den befinna sig på ett avstånd på ca 1 200 ljusår (ca 380 parsek) från solen. Den rör sig närmare solen med en heliocentrisk radialhastighet av ca -5 km/s.

## Egenskaper
Primärstjärnan 67 Ophiuchi A är en blå till vit superjättestjärna av spektralklass B5 Ib. Den har en massa som är ca 8,4 solmassor, en radie som är ca 20 solradier och utsänder ca 2 360 gånger mera energi än solen från dess fotosfär vid en effektiv temperatur på ca 15 400 K.
67 Ophiuchi A har fyra följeslagare. Den närmaste, 67 Ophiuchi B, är en stjärna i huvudserien av spektraltyp B1 med magnitud 13,7  och en vinkelseparation av 8,29 bågsekunder. Stjärnan 67 Ophiuchi C är den ljusaste nära följeslagaren, en stjärna av spektraltyp B2 med magnitud  8,1 och separerad med 54,32 bågsekunder. 67 Ophiuchi D är en stjärna av magnitud 12,5 separerad med 8,37 bågsekunder från 67 Ophiuchi C. Slutligen, 67 Ophiuchi E är en stjärna av magnitud 10,9 separerad med 46,53 bågsekunder från 67 Ophiuchi A.